# سنديان صفصافي الورق

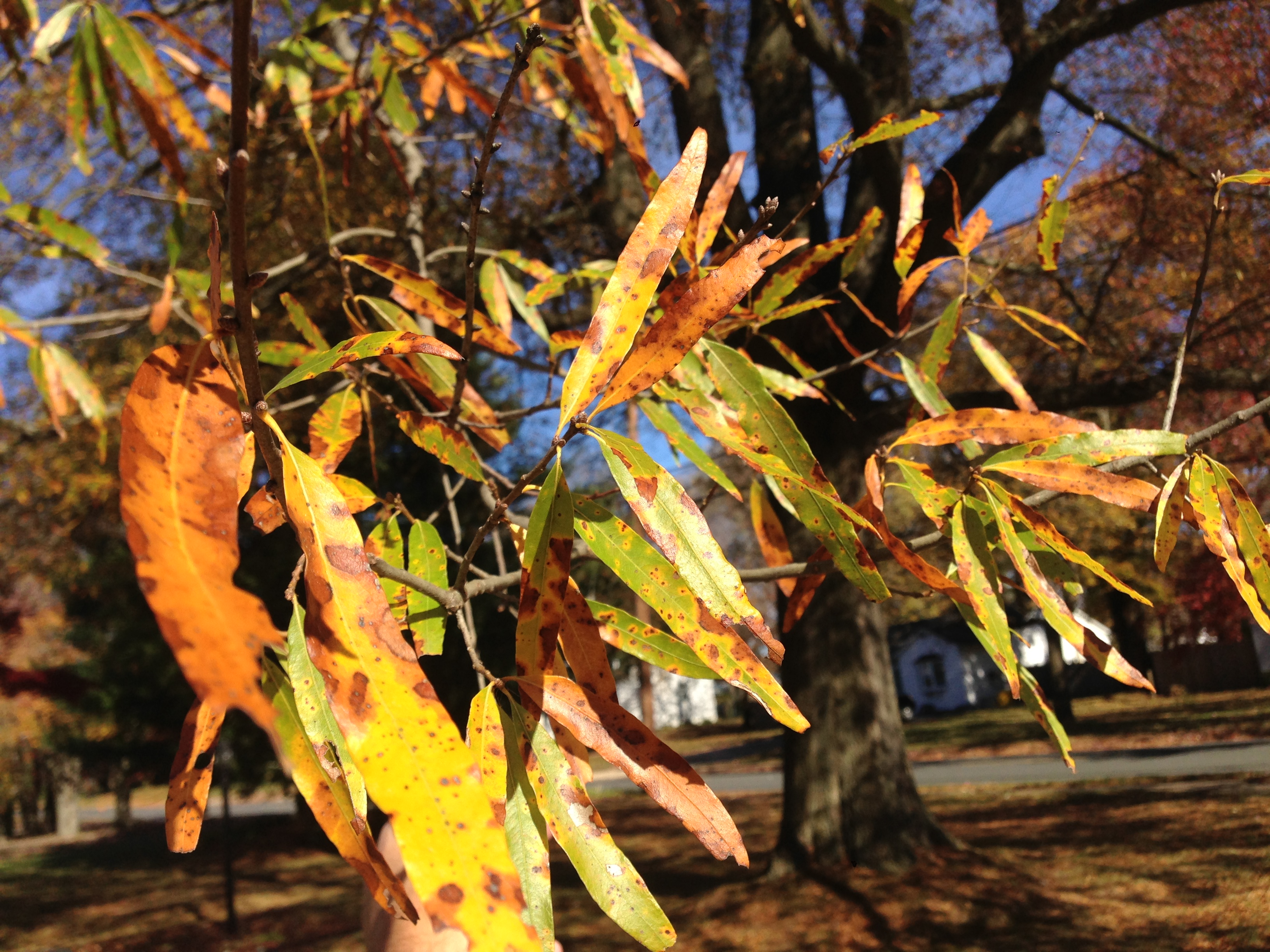
أوراق الخريف

سنديان صفصافي الورق هو شجرة نفضية في أمريكة الشمالية من السنديان. موطنها جنوب وسط وشرق الولايات المتحدة.